# Ardclach Bell Tower

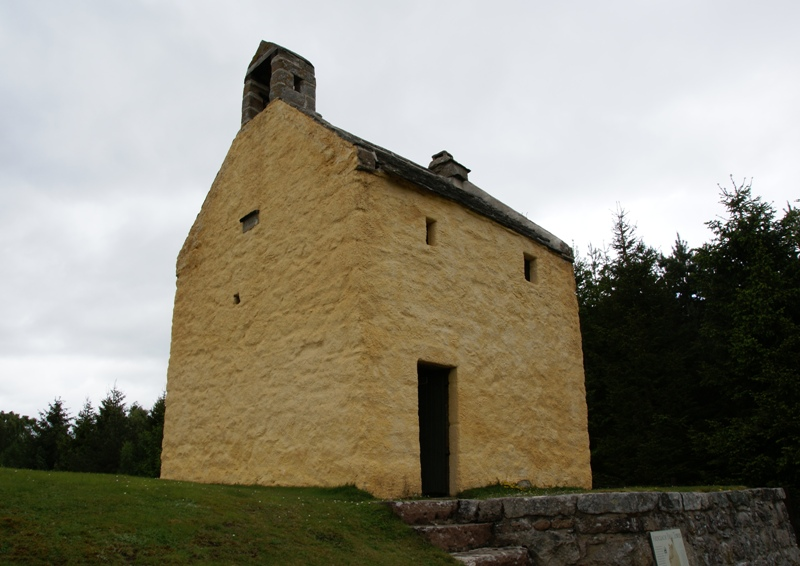
Ardclach Bell Tower

Der Ardclach Bell Tower ist ein Turm nahe dem schottischen Weiler Ferness in der Council Area Highland. Das Gebäude wurde 1971 in die schottischen Denkmallisten in der höchsten Denkmalkategorie A aufgenommen. Eine ehemalige zusätzliche Einstufung als Scheduled Monument wurde 2017 aufgehoben.

## Geschichte
Eine eingelassene Platte in der Fassade weist das Baujahr 1655 aus. Im Zusammenhang steht das Monogramm „MGB“, das für den Adligen und Politiker Alexander Brodie of Lethen und seine zweite Ehefrau Margaret Grant steht. Brodie war Anhänger der Covenanter und sein nahegelegenes Anwesen wurde aus diesem Grund mehrfach von royalistischen Truppen angegriffen, unter anderem von Truppen des Marquess of Montrose. Das Feld der in diesem Zusammenhang im Mai 1645 geschlagenen Schlacht von Auldearn befindet sich in der Nähe. Der Ardclach Bell Tower diente zunächst als Wach- und Gefängnisturm. Überlieferungen zufolge wurde das Gefängnis 1676 letztmals genutzt. Die unterhalb am Findhorn gelegene Ardclach Parish Church wurde 1765 überarbeitet. Auf den zwischenzeitlich obsolet gewordenen Wachturm wurde in diesem Zusammenhang ein Geläut aufgesetzt und er diente fortan als Glockenturm.

## Beschreibung
Der Ardclach Bell Tower steht auf einer Anhöhe oberhalb des Tals des Findhorn. Der Weiler Ferness befindet sich rund einen Kilometer südöstlich am gegenüberliegenden Flussufer. Der schlichte Turm weist einen quadratischen Grundriss auf. Das Mauerwerk des zweigeschossigen Gebäudes ist mit Harl verputzt, wobei Einfassungen abgesetzt sind. Er schließt mit einem schiefergedeckten Satteldach, dessen First mit Steinplatten belegt ist. Am Nordgiebel ragt ein firstständiger, gedrungener Kamin auf. Auf dem Südgiebel sitzt ein schlichter Dachreiter mit offenem Geläut. Im Nordgiebel sind zwei, im Südgiebel eine Schießscharte eingelassen. An der Südostfassade sind zwei kleine Fenster unterhalb der Traufe eingelassen. Am Fuße führt eine niedrige Tür in den Innenraum. Das Gewölbe des Erdgeschosses diente einst als Gefängnis. Von dort führt eine schlichte Steintreppe in den Raum des Obergeschosses, der mit einem offenen Kamin ausgestattet ist.